# Арго, Абрам Маркович
Абра́м Ма́ркович Арго́ (настоящая фамилия Го́льденберг; 2 [14] февраля 1897, Елисаветград, Херсонская губерния — 13 апреля 1968, Москва) — русский советский поэт, драматург, переводчик.

## Биография
Родился в семье инженера в Елисаветграде 2 (14) февраля 1897 года (в более ранних источниках указывалась дата рождения — «27 января 1897 года»). 
Окончил Елисаветградскую гимназию. Первая публикация, стихотворение, появилась в 1917 году в Одесском театральном журнале. 
В апреле 1917 года приехал в Москву, сотрудничал в «Новой жизни». Весной 1919 года уехал в Киев и Одессу; остановился в Харькове. В отделе «Окон РОСТА» придумывал темы, рисовал и оформлял плакаты. Заведовал литературной частью театра миниатюр «Гротеск».
В 1920 году вернулся в Москву. С другом и впоследствии многолетним соавтором Н. Адуевым и режиссёром Д. Гутманом публиковал агитационные пьески в стиле «петрушечного» театра («Петрушка-крестьянин», «Петруха и разруха» и др.) в журнале «Раненый красноармеец» (1920). Эти сценки, а также задорные куплеты с танцами «Политмазурка», «Полька», патетическая декламация Арго «Памяти парижских коммунаров» входили в репертуар теревсатов. В Московском теревсате летом 1920 года с успехом шло трёхактное политобозрение «Путешествие Бульбуса 17-21» Арго, Адуева и Гутмана.
В 1920-е годы Арго стал одним из постоянных авторов «Синей блузы». Его перу принадлежит множество антре, маршей-парадов, открывавших выступления синеблузников, остро злободневных сатирических «агитбуффонад», номеров музыкальной эксцентрики, пародий. Писал сатирические куплеты для ведущих эстрадных артистов. В 1925—1926 годах участвовал в создании первых обозрений Московского театра сатиры (совместно с Адуевым, Гутманом, В. Типотом), в создании Театра обозрений Московского дома печати. С 1927 года был член ВАПП. Дискуссии о сатире, ориентация на «положительную» тему вынудили Арго отойти от эстрады.
Много переводил, особенно с французского, которым владел в совершенстве: В. Гюго («Рюи Блаз»), О. Барбье, Ф. Вийона, А. Рембо, Т. де Банвиля и других. В 1960-е годы выступал со статьями в журнале «Советская эстрада и цирк». Автор слов песни «Служили два товарища, ага» для фильма «Служили два товарища».

### Семья
- Мать — Доротея Марковна Гольденберг (1866—1936).
- Жена — Полина Иосифовна Арго (1900—1986), переводчик с польского.
  - Сын — Евгений Абрамович Арго (1922—1942), погиб на Ленинградском фронте.
- Брат — Борис Маркович Гольденберг (1894—1957), драматург, сценарист и журналист.
- Брат — Яков Маркович Гольденберг, режиссёр, поэт и либреттист.
- Двоюродный брат — Марк Ариевич Тарловский, поэт и переводчик[4].

## Сочинения
- Старая Англия: Стихи. — Х.: Litera, 1919. — 32 с.
- Политическая пародия. — М.: Всерос. пролеткульт, 1925. — 52, [1] с.
- Литература и окрестности: [Сб. сатирич. стихов] / Рис. и обл. А. Радакова. — М.: Мол. гвардия, 1933. — 77, [3] с.
- Сатирические очерки из истории русской литературы. В 4 частях. — М.: Гослитиздат, 1939. — 144 с.
- Наступление: Книга стихов. — [Новосибирск]: Новосибгиз, 1942. — 32 с.
- Подлинники и переводы: [Стихи] / Илл. Г. Валька. — М.: Правда, 1957. — 55 с.
- Из зарубежных поэтов. — М.: Гослитиздат, 1958. — 215 с.
- Сосед с вещами: [Стихи] / Рис. Ю. Черепанова. — М.: Правда, 1961. — 63 с.
- Звучит слово: Очерки и воспоминания. — М.: Детгиз, 1962. — 102 с.
  - [Изд. 2-е]. — М.: Дет. лит., 1968. — 81 с.
- Десятая муза. (Непереводимость и всепереводимость). — М.: Сов. Россия, 1964. — 86 с.
- Восторги и вдохновения: Книга примеров. — М.: Дет. лит., 1965. — 78 с.
- На всякий случай: [Стихи] / Рис. Ю. Ганфа. — М.: Правда, 1965. — 63 с.
- Своими глазами: Книга воспоминаний. — М.: Сов. писатель, 1965. — 230 с.
- Французские поэты. Избранное в пер. Арго. — [М.: Худ. лит., 1967]. — 150 с.
- За много лет: Стихи / Вступ. ст. З. Паперного. — М.: Сов. писатель, 1969. — 107 с.